# گیاگان ایتالیا

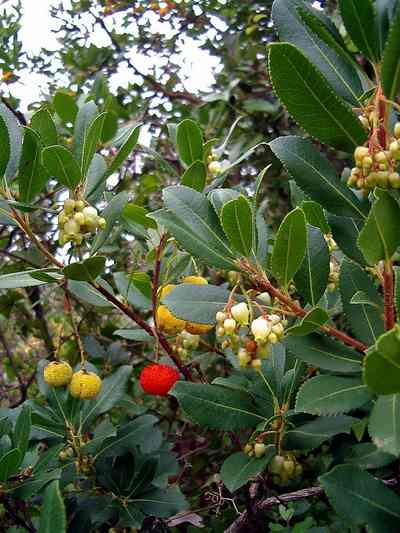
برگ‌های سبز، گل‌های سفید و توت‌های قرمز درختچه توت فرنگی، که پرچم ایتالیا را در اذهان زنده می‌کند: به خاطر همین این درختچه یکی از نمادهای ملی ایتالیا انتخاب شده‌است. درخت توت فرنگی که بومی حوضه مدیترانه می‌باشد، درخت ملی ایتالیا است.

گیاگان ایتالیا (انگلیسی: Flora of Italy) تمام حیات گیاهی موجود در قلمرو ایتالیا است. از دیرباز، برآورد شده‌است که گیاگان ایتالیا، حدود ۵٬۵۰۰ گونه گیاهان آوندی را دربر گرفته باشد. هرچند، در سال ۲۰۱۹ در دومین نسخه از گیاگان ایتالیا، تعداد ۷٬۶۷۲ گونه به ثبت رسیده‌است و در آرشیو دیجیتال رقمی گیاگان ایتالیا، همین تعداد درج گردیده‌است. به‌طور خاص، ۷٬۰۳۱ گونه بومی و ۶۴۱ گونه غیر بومی هستند که طی بیش از سه دهه، به صورت گسترده‌ای در این کشور جا افتاده‌اند. اضافه بر اینها، ۴۶۸ گونه غیر بومی دیگر تحت عنوان گونه نابه جا یا بومی نشده در سال‌های اخیر به ثبت رسیده‌است.
از لحاظ زمین‌گیاه‌شناسی، گیاگان ایتالیا بین منطقه پیراشمالی و حوضه مدیترانه توزیع شده‌است. طبق شاخصی که وزارت محیط زیست ایتالیا در سال ۲۰۰۱ تدوین کرد، ۲۷۴ گونه گیاهان آوندی تحت حفاظت قرار گرفته‌اند. ایتالیا ۱۳۷۱ گونه و زیرگونه گیاه بومی دارد.